# Maître de Saint-Séverin

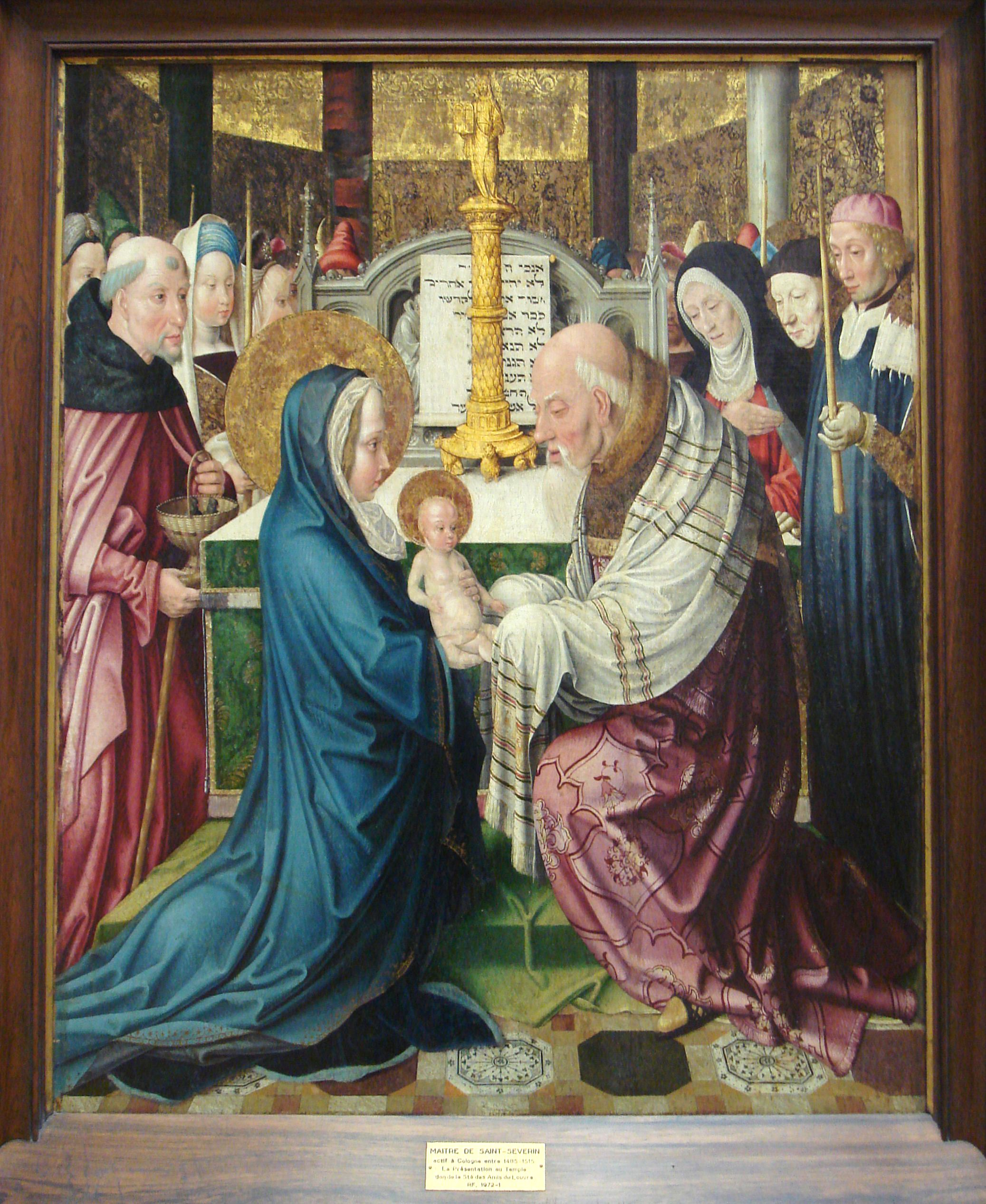
Maître de Saint-Séverin, La Présentation de Jésus au Temple, Musée du Louvre, Paris.

Le Maître de Saint-Séverin est un peintre anonyme de Cologne, actif jusque vers 1520, s'inspirant de la peinture gothique. Il doit ce nom à la série de vingt tableaux représentant des scènes de la légende de Saint Séverin de Cologne, qui se trouve dans l'église Saint-Séverin de Cologne. 

## Style
Avec le Maître du Retable d'Aix-la-Chapelle et le Maître de la Légende de sainte Ursule, il est un représentant du gothique tardif à Cologne qui reprend quelques techniques de la Renaissance. Il forme, à la suite du Maître de la Véronique, de Stefan Lochner ou du Maître de la Vie de Marie, l'un des derniers représentants de l'école de Cologne.

## Œuvres (Sélection)
- Cycle de 20 peintures représentant des scènes de la légende Saint Séverin de Cologne, basilique Saint-Séverin de Cologne.
- Le Christ au mont des Oliviers, Alte Pinakothek, Munich.
- Adoration des mages, Wallraf-Richartz Museum, Cologne.
- Retable de la Fraternité du Rosaire (ou Madone au manteau), Église Saint-André de Cologne.
- Présentation de Jésus au Temple, Musée du Louvre, Paris.
- Sainte Dorothée, Sainte Marie-Madeleine et Sainte Catherine, panneaux de retable, Palais des beaux-arts de Lille.